# Neohelota krugeri
Neohelota krugeri is een keversoort uit de familie Helotidae. De wetenschappelijke naam van de soort is voor het eerst geldig gepubliceerd in 1900 door Ritsema.